# Курганье (Белыничский район)
Курга́нье (бел. Курга́нне) — посёлок в составе Техтинского сельсовета Белыничского района Могилёвской области Республики Беларусь.

## История
До 11 апреля 1960 года посёлок входил в состав Мощаницкого сельсовета, до 15 января 1965 года — в состав Запольского сельсовета.

## Население
- 2010 год — 2 человека

## Достопримечательность
- Курганный могильник периода раннего Средневековья, урочище Крушиновка, в 1 км от посёлка Курганье —  Историко-культурная ценность Республики Беларусь, шифр 513В000368